# Kiril Pankov
Kiril Pankov (26 de abril de 1995) es un deportista uzbeko que compite en natación adaptada. Ganó una medalla de plata en los Juegos Paralímpicos de Río de Janeiro 2016 en la prueba de 100 m mariposa (clase S13).

## Palmarés internacional
| Juegos Paralímpicos | Juegos Paralímpicos     | Juegos Paralímpicos | Juegos Paralímpicos |
| Año                 | Lugar                   | Medalla             | Prueba              |
| ------------------- | ----------------------- | ------------------- | ------------------- |
| 2016                | Río de Janeiro (Brasil) | Medalla de plata    | 100 m mariposa S13  |